# Groovy!
「Groovy!」は、日本の女性歌手、広瀬香美の13枚目のシングル。

## 解説
- 1998年9月23日にビクターエンタテインメントから発売された。
- 『カードキャプターさくら』エンディングテーマ曲。ジャケットもタイトル等無しのケルベロスのイラストのみが使われている。
- 当初広瀬はオープニングテーマ曲の「Catch You Catch Me」も歌う予定だったが、主に小学生を対象にしたアニメのため「広瀬香美だと大人っぽい」とのことから、広瀬の代わりにグミ(日向めぐみ)が歌うことになり彼女のデビュー曲となった[要出典]。

## 収録曲
作詞・作曲：広瀬香美　編曲：本間昭光・広瀬香美
1. Groovy!
2. Groovy!（オリジナル・カラオケ）

## 収録アルバム
- 広瀬香美 THE BEST "Love Winters" (#1)
- SINGLE COLLECTION (#1)
- THE BEST "1992-2018" + "雪"Setlist Non-Stop Mix (#1)